# Brent Scowcroft
Brent Scowcroft, född 19 mars 1925 i Ogden, Utah , död 6 augusti 2020 i Falls Church, Virginia, var en amerikansk generallöjtnant i USA:s flygvapen som vid två tillfällen tjänstgjorde som nationell säkerhetsrådgivare till USA:s president: först för Gerald Ford (3 november 1975–20 januari 1977) och sedan för George H.W. Bush (20 januari 1989–20 januari 1993).

## Biografi
Brent Scowcroft föddes i Ogden i Weber County, Utah i en familj som tillhörde mormonkyrkan. Scowcroft avlade bachelorexamen vid United States Military Academy och erhöll då samtidigt officersfullmakt i USA:s arméflygvapen, som senare samma år blev det nybildade flygvapnet. I oktober 1948 erhöll han sina pilotvingar, men 6 januari 1949 tvingades han kraschlanda i en P-51 Mustang, en olycka som gjorde honom sängliggande i två år därefter. Scowcroft kom därefter att tjänstgöra i olika stabsbefattningar inom flygvapendepartementet och försvarsdepartementet. 1953 tog han en masterexamen i internationella relationer vid Columbia University och 1967 en PhD i samma ämne vid samma lärosäte.
Scowcroft utsågs till flygvapenadjutant till president Richard Nixon i februari 1972. I januari 1973 fick Scowcroft istället rollen som biträdande nationell säkerhetsrådgivare. 3 november 1974 utsågs han till nationell säkerhetsrådgivare och gick månaden därefter formellt i pension som officer i flygvapnet med generallöjtnant som slutgrad. 
Efter tiden i Vita huset då Ford-administrationen var över kom han att arbeta tillsammans med företrädaren Henry Kissinger i dennes firma Kissinger Associates. Scowcroft kom att tjänstgöra som nationell säkerhetsrådgivare till president George H.W. Bush under hela dennes 4-åriga mandatperiod som president. Under Scowcrofts tid som nationell säkerhetsrådgivare inträffade Sovjetunionens upplösning, USA:s invasion av Panama samt Gulfkriget. Liksom flera andra seniora medlemmar av presidentens säkerhetsteam tilldelades han presidentens frihetsmedalj under 1991.
Efter den första Bush administrationens slut bildade Scowcroft sitt eget konsultbolag, The Scowcroft Group. Scowcroft var kritisk till invasionen av Irak 2003.